# Acrocephalus rufescens
felosa-grande-dos-pântanos ou rouxinol-grande-dos-pântanos (Acrocephalus rufescens) é uma espécie de ave da família Acrocephalidae. Pode ser encontrada nos seguintes países: Angola, Botswana, Burundi, Camarões, República Centro-Africana, Chade, República do Congo, República Democrática do Congo, Guiné Equatorial, Gabão, Gana, Quénia, Mali, Mauritânia, Namíbia, Nigéria, Ruanda, Senegal, Sudão, Tanzânia, Togo, Uganda, Zâmbia e Zimbabwe. Os seus habitats naturais são: pântanos.